# North American Sabreliner

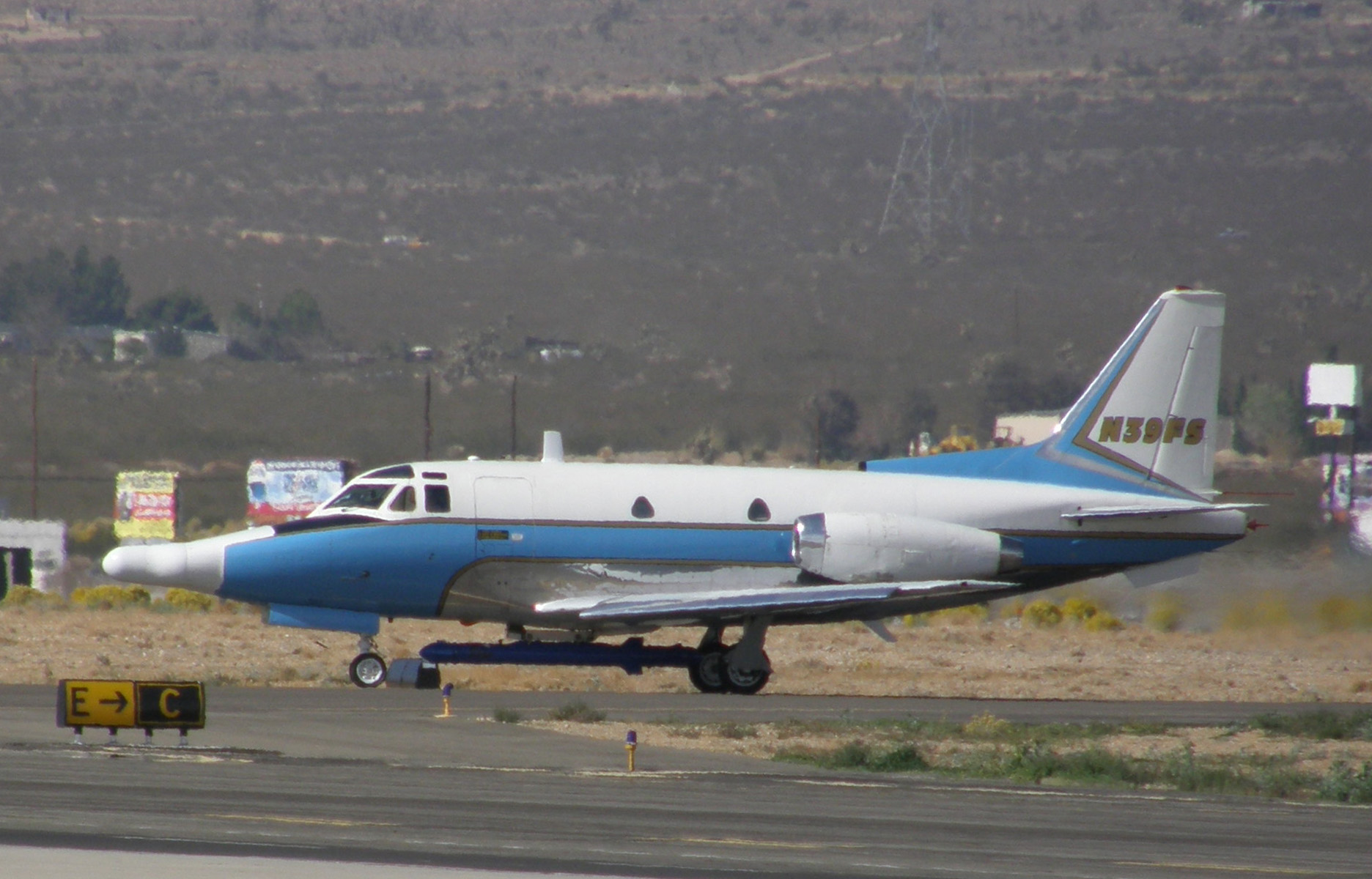
Aeronave de teste da BAE Systems Inc. T-39A no Mojave Air & Space Port

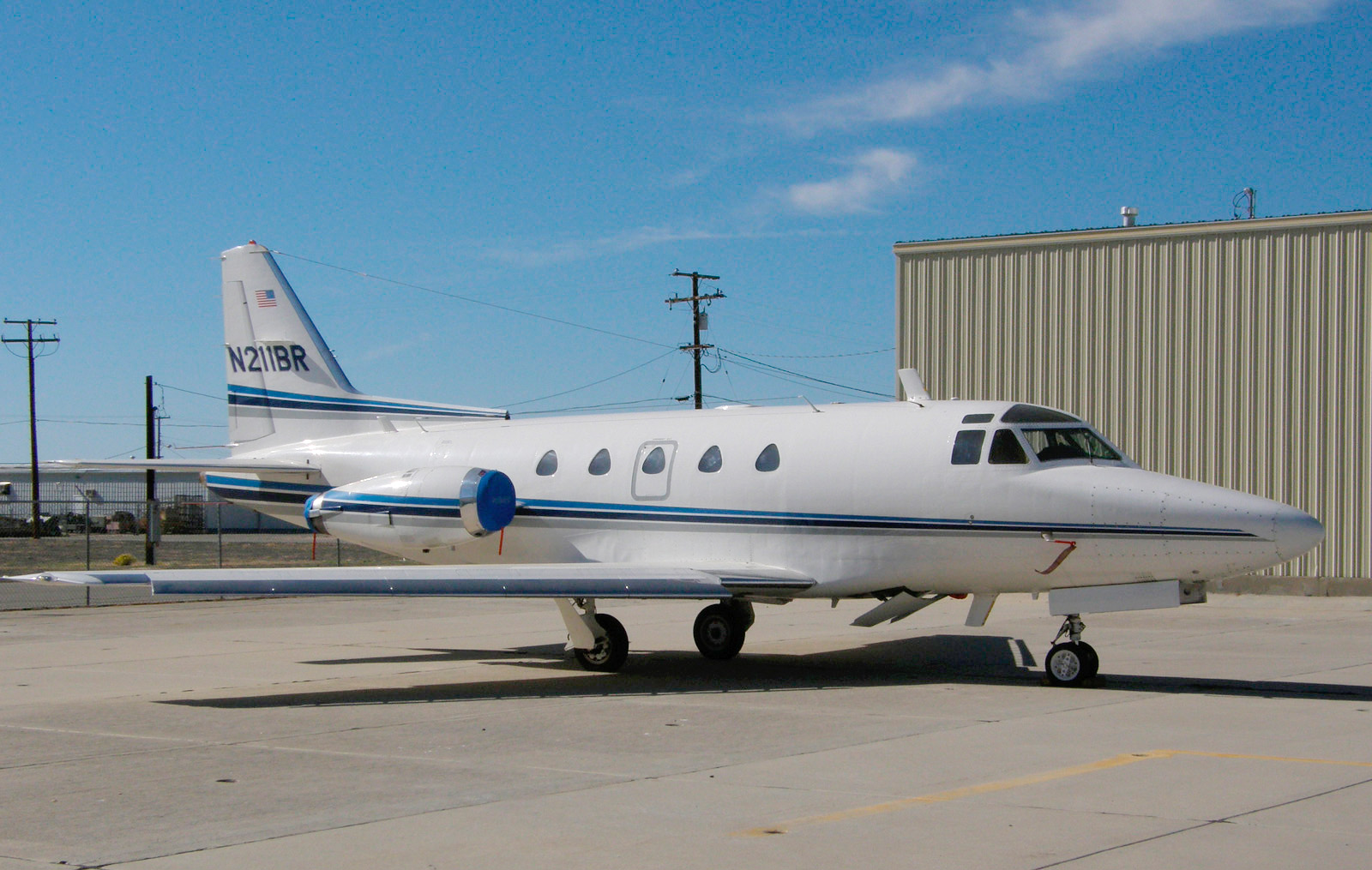
NA-265-60 Series 60 Sabreliner em Mojave

O North American Sabreliner (vendido mais tarde como Rockwell Sabreliner) é um jato executivo médio desenvolvido pela North American Aviation. Foi oferecia à Força Aérea dos Estados Unidos em resposta ao programa UTX (aeronave para treinamento experimental utilitário). Foi batizado com o nome "Sabreliner" devido à similaridade de sua asa e cauda se comparado ao caça F-86 Sabre." As versões militares, designadas T-39 Sabreliner, foram usadas pela Força Aérea dos Estados Unidos, Marinha dos Estados Unidos e pelo Corpo de Fuzileiros Navais dos Estados Unidos após a Força Aérea ter feito um pedido inicial em 1959. O Sabreliner foi também desenvolvido em uma versão civil.

## Projeto e Desenvolvimento
A North American iniciou o projeto do Sabreliner como um projeto interno e em resposta ao programa UTX, ofereceram uma versão militar para a Força Aérea. O programa UTX combinava duas funções diferentes, transporte de pessoal e treinamento de prontidão de combate em uma única aeronave.

## Versões

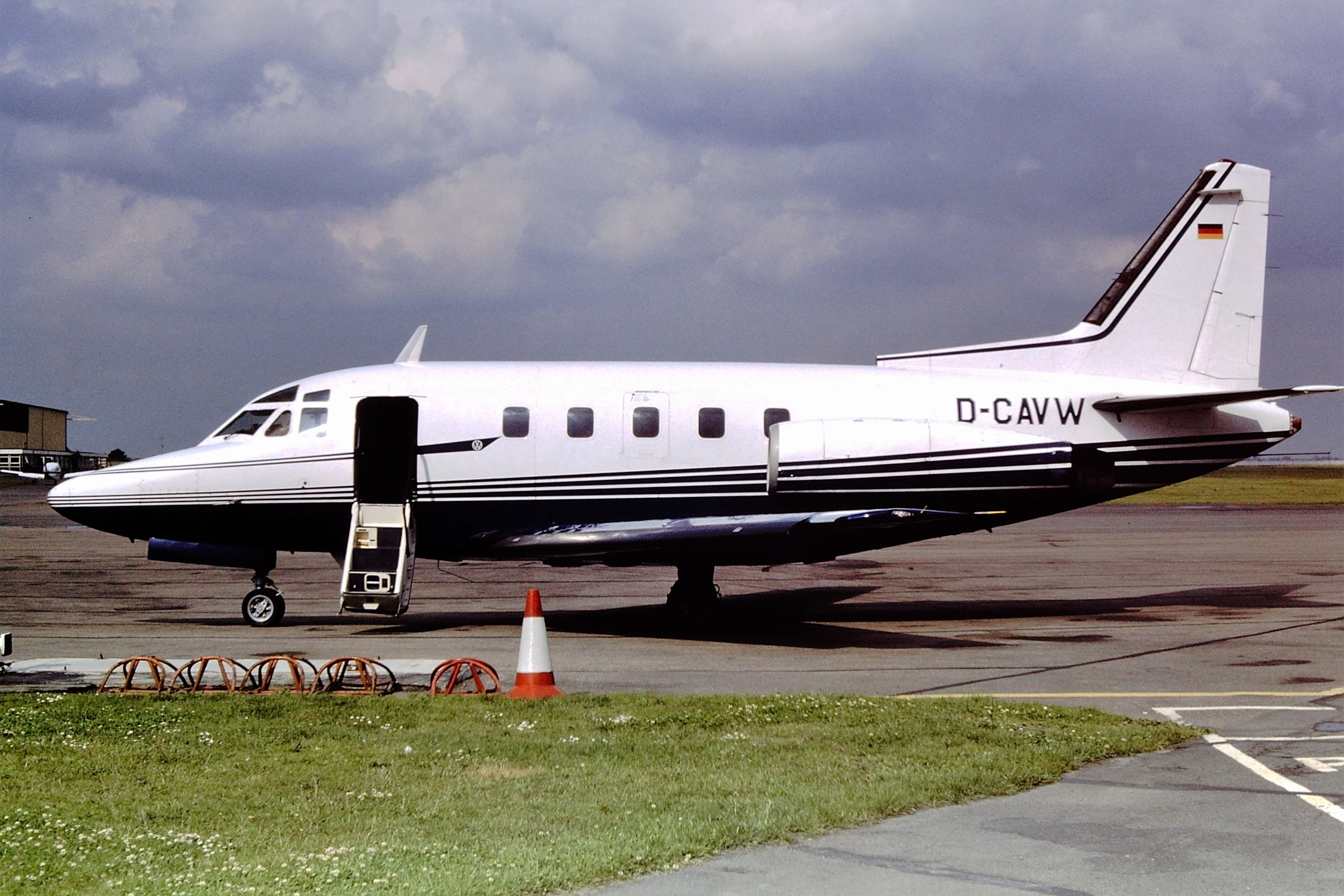
D-CAVW Sabreliner CVT

### Civis
Sabreliner
(NA265 ou NA246) Protótipo motorizado com dois motores turbojato General Electric J85-GE-X, um deles chamado por vezes de XT-39.
Sabreliner 40
(NA265-40 ou NA282) Versão civil para 11 passageiros, com dois motores Pratt & Whitney JT12A-6A ou -8, duas janelas na cabine de passageiros em cada lado; 65 aeronaves produzidas.
Sabreliner 40A
(NA265-40A ou NA285) Modelo 40 com as asas do Modelo 75, sistemas melhorados e dois motores turbofan General Electric CF700, três janelas na cabine de passageiros de cada lado.
Sabreliner 50
(NA265-50 ou NA287) Um produzido em 1964 como Modelo 60, motorizado por dois Pratt & Whitney JT12A, plataforma experimental para a capota de nariz do radome.
Sabreliner 60
(NA265-60 ou NA306) Modelo 40 alongado para 12 passageiros com dois motores Pratt & Whitney JT12A-8, cinco janelas na cabine de passageiros em cada lado, 130 aeronaves produzidas.
Sabreliner 60A
Série 60 com asa Mark V super-crítica.
Sabreliner 65
(NA265-65 ou NA465) Baseado na série 60 com motores Garrett AiResearch TFE731-3R-1. De nova asa super-crítica Mark V, 76 aeronaves produzidas.
Sabreliner 75
(NA265-70 ou NA370) Série 60A com maior espaço interno superior, com dois Pratt & Whitney JT12A-8; nove aeronaves produzidas.
Sabreliner 75A (Sabreliner 80)
(NA265-80 ou NA380) Sabreliner 75 motorizado por dois turbofan General Electric CF700, 66 aeronaves produzidas.
Sabreliner 80A
Série 80 com asa Mark V super-crítica.

## Operadores
Argentina
- Força Aérea Argentina (uma aeronave 75A)
- Exército Argentino (uma aeronave 75A)

 Bolívia
- Força Aérea Boliviana (uma aeronave série 65 FAB-005 usado como transporte militar e presidencial)

 Equador
- Força Aérea Equatoriana

 México
- Força Aérea Mexicana
- Marinha Mexicana

 Suécia
- Força Aérea da Suécia (uma aeronave série 65, desinação local Tp 86)

 Estados Unidos
- Força Aérea dos Estados Unidos (149 com designação T-39)
- Marinha dos Estados Unidos (51 com designação T-39)
- BAE Systems Inc. (T-39A)
- Administração Federal de Aviação (Série 80)
- National Test Pilot School

## Ligações Externas
- Civil support site, Sabreliner Corporation
- T-39 / CT-39 Sabreliner. GlobalSecurity.org.